# Sergi Vidal
Sergi Vidal Plana (Badalona, Barcelona; 9 de abril de 1981) es un exjugador de baloncesto español. Con 1,98 metros de altura, jugaba de escolta.

## Carrera

### DKV Joventut
Sergi Vidal comienza jugando en la cantera del Club Joventut de Badalona, entrando a formar parte del club en 1992. Tras ir ascendiendo de categoría dentro del club, consigue llegar a la sección júnior en 1998, tras la subida de su entrenador en juveniles, Tito Ribaseda i Garcó tan solo un mes antes. Durante un partido de la Liga EBA en el que Sergi estaba convocado, el escolta titular Rafa Rodríguez se lesiona y solo queda un escolta en el banquillo, Sergi salta a la cancha a falta de 19 minutos para el final del partido (dos cuartos) y con un marcador adverso de 80-59 ante el líder de la división el CB Lugo.[cita requerida] Hace una actuación magistral anotando 14 puntos, dando 8 asistencias y cogiendo 3 rebotes. Tras este logro el jugador se hace indiscutible en el filial del DKV Joventut.
A finales de temporada, por sus maravillosas actuaciones es convocado con el primer equipo, para un partido ante el CB Gran Canaria, donde termina jugando un total de 15 minutos, en los que anota 8 puntos, da 3 asistencias y captura 1 rebote, dándole por esto la Liga ACB un 12,9 de valoración.

### Baskonia
En el verano de 2000, el Saski Baskonia se hace con los servicios del jugador, tras su espléndida temporada en el Joventut. Al llegar al club, dijo unas palabras bastante ilusionantes para la afición del Saski Baskonia, "Vengo aquí a ganar títulos y no me iré hasta que no consiga ganarlo todo con este equipo, y prometo a la afición que este año seremos campeones."
En las siguientes temporadas fue uno de los pilares del club junto con Tiago Splitter, Pablo Prigioni y Luis Scola para la consecución de las ligas, la Copa del Rey de baloncesto y la Supercopa de España de Baloncesto, en esta última fue MVP de la final anotando 22 puntos, dando 6 asistencias y recogiendo 1 rebote, y además teniendo de promedio un 13,5.

### Real Madrid
En el verano de 2009 el jugador ficha por el Real Madrid. Sin embargo no debuta hasta el 23 de diciembre de ese mismo año, debido a una lesión en la muñeca. Ese día entró de suplente sustituyendo a Louis Bullock, anotó 8 puntos, dio 3 asistencias y no recogió rebotes, consiguió un 8 de valoración.
Su paso por el club merengue estuvo marcado por la cantidad de lesiones que sufrió a lo largo de esos casi dos años, hasta llegar a un total de 15 en este tiempo y por la poca confianza que tuvo en él Ettore Messina.

### Lagun Aro Gipuzkoa Basket
La temporada 2011-2012 militó en el Lagun Aro GBC, siendo esta temporada la mejor de la historia del club. Fue nombrado MVP del mes de marzo y además integrante del quinteto ideal de la temporada regular.

### Unicaja
En junio del 2012 el jugador ficha por el Unicaja Málaga por 2 temporadas tras terminar contrato con el Lagun Aro. En verano de 2014 el club no le renueva y al finalizar su contrato ese mismo año queda desvinculado de la entidad.

### Joventut de Badalona
Tras acabar contrato con el Unicaja Málaga firma un contrato por dos temporadas con el Club Joventut de Badalona, renovado en 2016 por dos temporadas más otra de opcional. No obstante, el 13 de septiembre de 2018 ambas partes llegan a un acuerdo para la rescisión del año de contrato opcional que quedaba por cumplir.
En la última temporada con el Club Joventut de Badalona, es decir, la 2017-18, cumplió 600 partidos en la Liga ACB, siendo el decimocuarto jugador en llegar a esa cifra.

### Club Baloncesto Breogán
El 14 de septiembre de 2018 (un día después de desvincularse del Joventut de Badalona), ficha por el Club Baloncesto Breogán.

### Manresa y Fuenlabrada
En el verano de 2019 se recupera de una operación de menisco y ficha con un contrato temporal por el Básquet Manresa. No debuta en el equipo del Bagès, y después ficha por el Baloncesto Fuenlabrada con un contrato temporal para suplir diversas bajas por lesión. 

### Retirada
Se retiró en diciembre de 2019 con 38 años. Jugó 641 partidos (399 victorias y 242 derrotas) en la Liga Endesa en los que acumuló 4.087 puntos (6,4 por partido), 1.686 rebotes (2,6) y 1.180 asistencias (1,8).

### Selección nacional
Debido a la enorme competencia que tenía en los puestos de escolta y alero, con jugadores como Juan Carlos Navarro, Rudy Fernández, Carlos Jiménez, Sergio Llull, Fernando San Emeterio, Álex Mumbrú, etc., no pudo tener continuidad con la selección de baloncesto de España, no obstante pudo disputar el Eurobasket 2005 en el que el equipo español fue cuarto y 13 años después disputó los partidos clasificatorios para el Mundial de Baloncesto de 2019.